# Donacia thalassina
Donacia thalassina — вид листоїдів з підродини Donaciinae. Поширений в Палеарктічеськой регіоні.